# Ralf Aussem
Ralf Aussem (* 1. September 1960 in Manheim) ist ein deutscher Fußballspieler und -trainer. Er wuchs in Thum auf.

## Karriere
Der Versuch des Verteidigers, beim 1. FC Köln in der 1. Bundesliga eine größere Karriere zu starten, war bereits nach einem Jahr gescheitert. Lediglich zwei Minuten waren ihm am 24. Mai 1980 im Spiel bei Werder Bremen (Köln gewann mit 5:0) vergönnt. In der 88. Minute wechselte ihn Trainer Karl-Heinz Heddergott für Verteidiger Dieter Prestin ein. Dagegen machte er sich in der 2. Bundesliga beim Lokalrivalen SC Fortuna Köln einen Namen. Über die Stationen SC Viktoria Köln und Hannover 96 kam er 1984 zur Fortuna. Sieben Jahre lang, in denen er 193 Zweitligaspiele absolvierte, war er für den Verein aktiv. Eine Rückkehr ins Oberhaus des deutschen Fußballs blieb ihm jedoch verwehrt. Ralf Aussem kann auf 318 Zweitligaspiele zurückblicken, in denen er 23 Tore erzielte.
Nach seiner aktiven Zeit als Spieler betreute er von Januar 2002 bis Juni 2004 zusammen mit seinem Kollegen Dieter Epstein als Trainer die Mannschaft von Fortuna Köln. Am 16. April 2007 übernahm Aussem für den Rest der Saison erneut den Trainerposten des damaligen Verbandsligisten.
Im Juni 2007 wurde Aussem als neuer Co-Trainer für die Saison 2007/08 von Rot-Weiss Essen in der Regionalliga Nord verpflichtet. In der Saison 2009/10 bildete er zusammen mit Uwe Erkenbrecher ein Trainerduo aus zwei gleichberechtigten Trainern. Anschließend übernahm Aussem zur Saison 2010/11 die Zweite Mannschaft von Alemannia Aachen.
Im September 2011 übernahm Aussem nach der Beurlaubung Peter Hyballas für ein Spiel die Betreuung der ersten Mannschaft. Am 1. April 2012 gab Alemannia Aachen bekannt, dass Aussem nach der Beurlaubung des bisherigen Chef-Trainers Friedhelm Funkel die erste Mannschaft bis Saisonende als Interimstrainer übernehmen werde. In den restlichen sechs Spielen bescherte er Aachen drei von insgesamt nur sechs Saisonsiegen. Bereits am Tag nach dem Abstieg wurde Aussem als Trainer für die kommende Drittliga-Saison (2012/13) offiziell bestätigt. Nach dem schwachen Saisonstart 2012/13 wurde er jedoch bereits Anfang September 2012 entlassen. Anfang 2013 wurde er nach dem Rücktritt von Wolfgang Jerat Trainer des FC Viktoria Köln mit einem Vertrag bis zum Saisonende. Vor dem letzten Spieltag der Saison 2012/13 wurde er jedoch entlassen, danach wurde er U16-Trainer beim 1. FC Köln.